# Округ Велд (Колорадо)
Велд (енгл. Weld County) је округ у америчкој савезној држави Колорадо. По попису из 2010. године број становника је 252.825. Седиште округа је град Грили.

## Демографија
Према попису становништва из 2010. у округу је живело 252.825 становника, што је 71.889 (39,7%) становника више него 2000. године.
| Група             | 2000.           | 2010.           |
| Белци             | 126.573 (70,0%) | 170.827 (67,6%) |
| Афроамериканци    | 1.022 (0,6%)    | 2.473 (1,0%)    |
| Азијати           | 1.508 (0,8%)    | 3.022 (1,2%)    |
| Хиспаноамериканци | 48.935 (27,0%)  | 71.680 (28,4%)  |
| Укупно            | 180.936         | 252.825         |